# جورج كادلي برايس
جورج كادلي برايس (بالإنجليزية: George Cadle Price) ولد في 15 يناير 1919، وكان أول رئيس وزراء لبليز.

## روابط خارجية
- جورج كادلي برايس على موقع الموسوعة البريطانية (الإنجليزية)
- جورج كادلي برايس على موقع مونزينجر (الألمانية)